# Danko Branković
Danko Branković (Zagabria, 5 novembre 2000) è un cestista croato.

## Carriera

### Club
Cresciuto tra le file del Cibona Zagabria, l'8 novembre 2018 firma il suo primo contratto da professionista con i Vukovi.
Il 15 settembre 2020 viene ceduto in prestito al Dubrava.
Il 19 febbraio 2022 come miglior marcatore del torneo vince la Coppa di Croazia, suo primo titolo per club, dove inoltre viene nominato MVP. Il 10 giugno seguente vince anche il suo primo campionato croato.

## Palmarès

### Club
- Campionato croato: 1

Cibona Zagabria: 2021-2022
- Campionato tedesco: 2

Bayern Monaco: 2023-2024, 2024-2025
- Coppa di Croazia: 1

Cibona Zagabria: 2022
- Coppa di Germania: 1

Bayern Monaco: 2023-2024